# پخش‌زنده از پاریس (آلبوم شکیرا)
«پخش‌زنده از پاریس» (به انگلیسی: Live from Paris) آلبومی از هنرمند اهل کلمبیا شکیرا است که در ۲ دسامبر ۲۰۱۱ منتشر شد.
این آلبوم در چارت‌های در رتبه اول و در چارت‌های مکزیک، فرانسه، جزو ده آلبوم اول قرار گرفت.